# Convento de San Bernardo (Guadalajara)
El convento de San Bernardo fue un inmueble de la ciudad española de Guadalajara, demolido a mediados del siglo XX.

## Historia

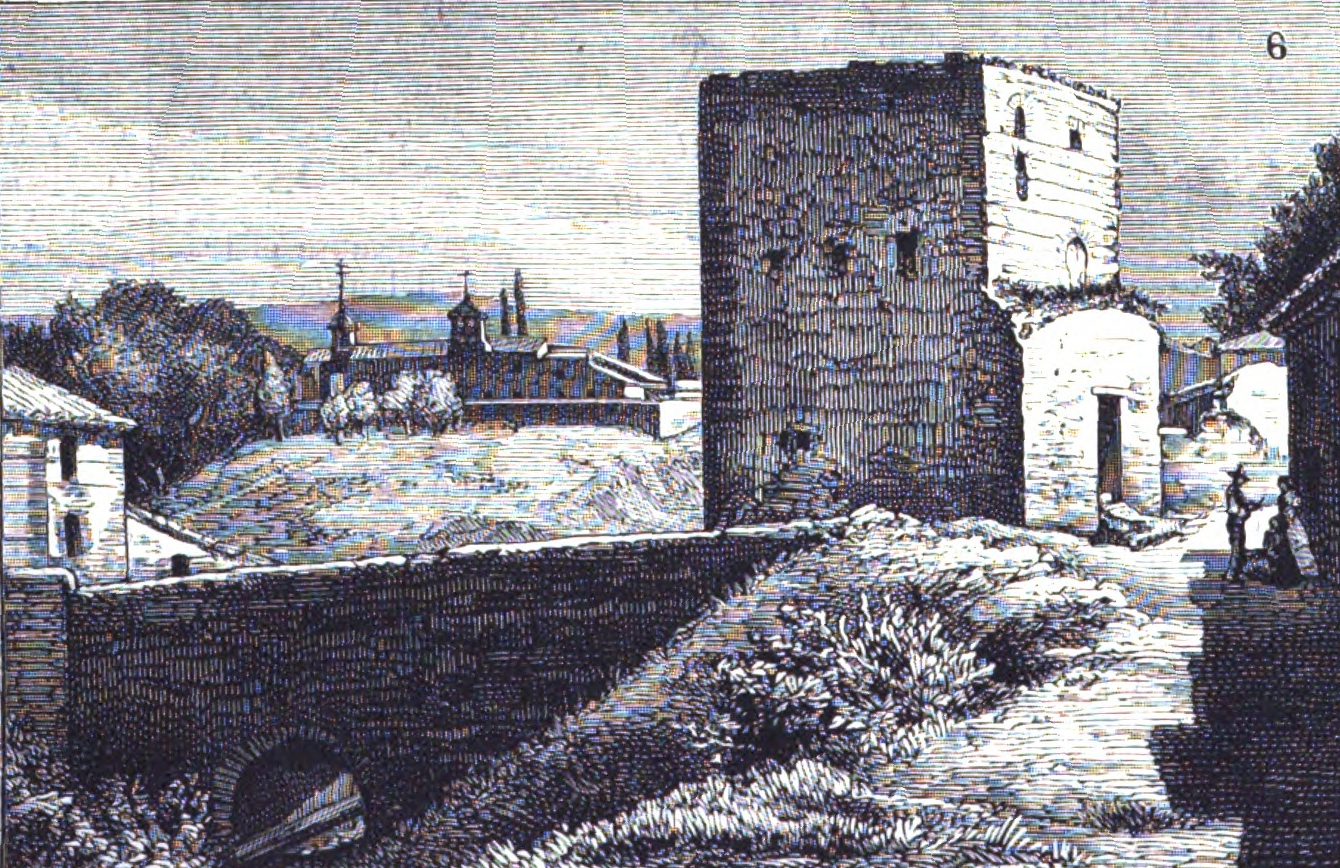
Torreón del Alamín, en primer plano, y convento de San Bernardo.

El convento cisterciense original tendría su origen en el siglo XIII, si bien sufrió un incendio en 1296, que motivó su reconstrucción en la orilla opuesta del río Henares. Aparece mencionado, de forma un poco confusa, en el octavo volumen del Diccionario geográfico-estadístico-histórico de España y sus posesiones de Ultramar de Pascual Madoz, en la entrada correspondiente a Guadalajara, de la siguiente manera:

San Bernardo fundado á espensas de la infanta Doña Isabel y ocupado por las monjas en 1296: vivió retirada en él la condesa de Linares por los años de 1647, en que su marido se hallaba sirviendo de general de las galeras de España.
(Madoz, 1847, p. 633)

El edificio quedó demolido hacia mediados del siglo XX.